# Andrew Young
Andrew Jackson Young, född 12 mars 1932 i New Orleans, Louisiana, är en amerikansk demokratisk politiker och diplomat.

## Biografi
Young deltog i Martin Luther Kings medborgarrättskamp på 1960-talet och blev efter mordet på denne ledare för Southern Christian Leadership Conference.
Young var ledamot av USA:s representanthus för Georgia 1973-1977. Han tjänstgjorde som USA:s FN-ambassadör 1977-1979 och var den första afroamerikanen på den posten. Han var borgmästare i Atlanta 1982-1990.

### Fotnoter
1. ↑  Bra Böckers lexikon, 1981.
2. ↑  ”Young, Andrew Jackson, Jr., (1932 - )” (på engelska). Biographical Directory of the United States Congress. http://bioguide.congress.gov/scripts/biodisplay.pl?index=Y000028. Läst 20 december 2015.